# Sexo e Temperamento em Três Sociedades Primitivas
Sexo e Temperamento em Três Sociedades Primitivas é o título de um livro escrito pela antropóloga norte-americana Margaret Mead.
A primeira publicação foi de 1935, Sexo & Temperamento é um estudo antropológico sobre a vida íntima de três tribos da Nova Guiné da infância à idade adulta. Dando ênfase às qualidade de gentileza dos moradores de montanha do Arapesh, os ferozes e canibalistas Mundugumor, e os graciosos de Tchambuli --Mead expõe a teoria de que as chamadas qualidades masculinas e femininas não são baseadas em diferenças sexuais fundamentais e determinantes mas reflete condicionamentos culturais de diferentes sociedades.
O livro é precursor de outra grande obra de Mead Male & Female. Sexo & Temperamento deita as bases dos estudos que a orientaram por toda a vida sobre as diferenças entre os gêneros.